# Полоний, Юрий Станиславович
Юрий Станиславович Полоний (25 декабря 1911, Тамбов — 25 октября 1955, Ялта, Крымская область) — советский военный. Участник Великой Отечественной войны. Герой Советского Союза (1944). Подполковник.

## Биография
Родился 12 (25) декабря 1911 года в губернском городе Тамбове Российской империи (ныне город в Российской Федерации, административный центр Тамбовской области) в рабочей семье. Русский. После смерти родителей в 1919 году воспитывался в детском доме. Получил восьмилетнее образование. После школы окончил курсы автомехаников. В 1930 году по призыву комсомола уехал на строительство Сталинградского тракторного завода. В Сталинграде окончил школу ФЗУ. Работал токарем-шлифовальщиком, а затем наладчиком в механосборочном цехе СТЗ. В 1932 году добровольцем пошёл в Красную Армию. Служил в стрелковой части в Среднеазиатском военном округе. Окончил школу младших командиров, был помощником командира пулемётного взвода. После демобилизации в 1934 году вернулся в Тамбовскую область. Работал шофёром. С 1936 года служил водителем в Жердевском райисполкоме.
Вновь в ряды Рабоче-крестьянской Красной Армии был призван Жердевским райвоенкоматом Тамбовской области 11 июня 1941 года. В 1941 году окончил Тамбовское военное пехотное училище. Служил в запасном полку в Сибирском военном округе. В боях с немецко-фашистскими захватчиками лейтенант Юрий Полоний с 30 августа 1942 года в должности помощника начальника штаба, а с октября 1942 года — начальника штаба 2-го стрелкового батальона 149-й отдельной стрелковой бригады 62-й армии Сталинградского фронта. 
Участник Сталинградской битвы. Бригада, в которой служил лейтенант Юрий Полоний, в ходе боёв за Сталинград занимала оборонительные рубежи в посёлке Спартаковка. Когда в ходе октябрьских боёв из строя вышли начальник штаба батальона и командир батальона, принял командование батальоном на себя. Под его руководством батальон не раз демонстрировал образцы стойкости и упорства. Так, 16 октября 1942 года батальон был окружён превосходящими силами противника, но сумел прорвать кольцо и занять новые огневые позиции. 19 октября 1942 года батальон в боях за северную окраину посёлка Спартаковка уничтожил до двух рот пехоты противника, а также 3 станковых и 6 ручных пулемётов. 24 октября 1942 года батальон в боях за северо-западную окраину Спартаковки сумел выбить превосходящие силы противника с занимаемых рубежей. Лишь после того как немцы подтянули резервы и несколько танков, батальон вынужден был отойти на исходные позиции. Противник при этом потерял до двух рот пехоты и 1 танк. В боях в Спартаковке 28 октября 1942 года был ранен, но остался в строю. Вскоре ему присвоили очередное воинское звание — старший лейтенант. Во время контрнаступления советских войск под Сталинградом (операция «Уран») участвовал в ликвидации окружённой в Сталинграде группировки противника. 30 декабря 1942 года в уличных боях он был ранен вторично.
После выздоровления в конце января 1943 года вернулся в свою часть, однако вскоре после завершения Сталинградской битвы 149-я отдельная бригада была выведена на переформирование. В марте 1943 года путём слияния бригады с 12-й гвардейской стрелковой бригадой была образована 92-я гвардейская стрелковая дивизия. Был назначен на должность командира 3-го стрелкового батальона 276-го гвардейского стрелкового полка. Перед началом Курской битвы произвели в капитаны. В начале лета 92-я гвардейская стрелковая дивизия была включена в состав 69-й армии Воронежского фронта и заняла оборону во второй линии обороны у села Прохоровка. В ходе сражения на Курской дуге батальон под командованием гвардии капитана Юрия Полония продемонстрировал образцы стойкости и мужества, остановив на своём участке наступление немецких войск и уничтожив свыше 1000 солдат и офицеров противника и 11 танков «Тигр». 18 июля 1943 года 69-я армия была передана в состав Степного фронта и участвовала в Белгородско-Харьковской и Полтавско-Кременчугской операциях. В конце сентября 1943 года 92-я гвардейская стрелковая дивизия была передана в состав 37-й армии.
В ночь с 30 сентября на 1 октября 1943 года батальон под командованием гвардии капитана Юрия Полония в числе первых в полку под огнём противника форсировал Днепр в районе села Келеберда и захватил плацдарм на правом берегу реки у села Успенка. В течение пяти дней батальон вёл оборонительные бои с превосходящими силами противника, поддерживаемыми танками и самоходками «Фердинанд», отразив семь вражеских контратак. 
Указом Президиума Верховного Совета СССР «О присвоении звания Героя Советского Союза генералам, офицерскому, сержантскому и рядовому составу Красной Армии» от 22 февраля 1944 года за «образцовое выполнение боевых заданий командования при форсировании реки Днепр, развитие боевых успехов на правом берегу реки и проявленные при этом отвагу и геройство» удостоен звания Героя Советского Союза с вручением ордена Ленина и медали «Золотая Звезда».
15 января 1944 года 37-я армия была передана 3-му Украинскому фронту. Принимал участие в освобождении Правобережной Украины (Никопольско-Криворожская, Березнеговато-Снигирёвская и Одесская операции), Румынии (Ясско-Кишинёвская операция) и Болгарии. В 1945 году окончил курсы «Выстрел». Продолжил службу в должности районного военкома в городе Цюрупинске в звании майора. В 1945 году поступил на заочное отделение физико-математического факультета Херсонского педагогического института, который окончил в 1949 году. Смерть жены в 1952 году окончательно подорвала его здоровье. Его перевели на должность городского военкома в курортную Ялту, но 25 октября 1955 года скончался.
Похоронен на Старом городском кладбище Ялты (улица Блюхера). Его могила является объектом культурного наследия регионального значения ( Объект культурного наследия народов РФ регионального значения. Рег. № 911710906930005 (ЕГРОКН)).

## Награды
- Медаль «Золотая Звезда» (22.02.1944);
- орден Ленина (22.02.1944);
- орден Красного Знамени (17.08.1943);
- орден Красной Звезды (19.12.1942);
- медали, в том числе:

медаль «За оборону Сталинграда».

## Документы
- Общедоступный электронный банк документов «Подвиг Народа в Великой Отечественной войне 1941—1945 гг.» Дата обращения: 17 июля 2012. Архивировано из оригинала 13 марта 2012 года.

Представление к званию Героя Советского Союза. Дата обращения: 17 июля 2012. Архивировано 7 октября 2012 года.
Указ Президиума Верховного Совета СССР. Дата обращения: 17 июля 2012. Архивировано 7 октября 2012 года.
Орден Красного Знамени. Дата обращения: 17 июля 2012. Архивировано 7 октября 2012 года.
Орден Красной Звезды. Дата обращения: 17 июля 2012. Архивировано 7 октября 2012 года.